# Сергеј II Цариградски
Сергеј II Цариградски, Сергије II Студит (грч. Πατριαρχης Σεργιος Β΄ Στουδιτης; преминуо у јулу 1019) — цариградски патријарх у периоду од 998 или 1001. до 1019 године.

## Биографија
Постоји неколико верзија датума именовања Сергија II за патријарха Цариградског. Према Е. Г. Муралти, он је то постао до јула 998. године, по другима – од 999. године, Мишел ле Квин поставља и датум почетка. Сергијеве патријаршије 999. године. Према доказима које је навео Јахја Антиохијски, Сергије II је постављен за поглавара Цариградске патријаршије 26е године владавине Василија II, односно после 11. јануара 1001. године.
У неким изворима Сергије II се назива унуком цариградског патријарха Фотија. У другима, се наводи као нећак патријарха Фотија, иако на основу његових година, прва верзија везе изгледа веродостојније. Сергије II је био брат мајстора Козме, првог цариградског судије. Пре избора за патријарха био је игуман манастира Светог Мануела и духовник цара Романа I Лекапина.
Сергије II је био високо образован. Патријаршијски престо је преузео у дубокој старости после смрти Сисинија II. Он је, настављајући линију патријарха Фотија, подржавао принцип солидарности интереса Византијске цркве и Византијског царства у борби против папског Рима. Противио се пореској политици цара Василија II, посебно протестујући против другог облика алеленгије, када су велики земљопоседници морали да плаћају порез за отете земљишне парцеле сиромашних и напуштене суседне земљишне парцеле.
Патријарх Сергије II је 1004. године благословио брак ћерке племенитог патриција Романа Аргира Марије и Јована, сина млетачког дужда Пјетра II Орсеола.
Под Сергијем II, име папе је уклоњено из диптиха због чињенице да је папа Сергије IV користио формулацију вере са филиокве у својој обласној поруци.
Сергије II је умро у јулу 1019. За новог цариградског патријарха изабран је Јевстатије Цариградски.